# 1671
Il 1671 (MDCLXXI in numeri romani) è un anno  del XVII secolo.

## Eventi
- Cina - Il confucianesimo diventa dottrina di stato.
- Il corsaro britannico Henry Morgan distrusse la città di Panama.
- L'architetto Pietro Antonio Corradi costruisce Palazzo Gio Carlo Brignole e inizia la costruzione del Palazzo rosso di Genova.
- 17 gennaio – Viene rappresentata per la prima volta a Palazzo delle Tuileries a Paris, l'opera "Psychè" di Molière, Corneille e Quinault.
- 9 maggio – Thomas Blood, travestito da prete, tenta di rubare i Gioielli della Corona dalla Torre di Londra. Viene immediatamente catturato perché è troppo ubriaco per fuggire con il bottino. Verrà in seguito condannato a morte e quindi misteriosamente perdonato ed esiliato da Re Carlo II.
- 24 maggio – Viene rappresentata per la prima volta a Palais-Royal di Paris la commedia "Les furberies de Scapin" di Molière.
- 11 settembre - 15 settembre – Si svolge la prima edizione della fiera di Santa Croce del comune di Codigoro.
- 25 ottobre – Giovanni Cassini scopre Giapeto, il 1° dei 4 satelliti da lui scoperti di Saturno. Nello stesso anno viene nominato direttore dell'appena inaugurato Osservatorio di Parigi.
- 2 dicembre – Viene rappresentata per la prima volta l'opera di Molière "La Comtesse d'Escarbagnas".

## Nati

### Gennaio
- 9 gennaio - Jean-Baptiste van Mour, pittore fiammingo († 1737)
- 11 gennaio - Francesco Maria Balbi, doge († 1747)
- 11 gennaio - François-Marie de Broglie, nobile e militare francese († 1745)
- 19 gennaio - Antonio Gresta, pittore italiano († 1727)
- 28 gennaio - William Stephens, politico britannico († 1753)

### Febbraio
- 19 febbraio - Charles-Hubert Gervais, compositore francese († 1744)
- 22 febbraio - Sofia Carlotta di Württemberg, nobildonna tedesca († 1717)
- 24 febbraio - Donato Creti, pittore italiano († 1749)
- 25 febbraio - Nicolaus Hieronymus Gundling, giurista e filosofo tedesco († 1729)
- 26 febbraio - Anthony Ashley-Cooper, III conte di Shaftesbury, politico, filosofo e scrittore inglese († 1713)

### Marzo
- 6 marzo - Carlotta Felicita di Brunswick-Lüneburg, duchessa († 1710)
- 7 marzo - Ellis Wynne, presbitero e scrittore gallese († 1734)
- 9 marzo - Pietro Secondo Radicati di Cocconato e Celle, vescovo cattolico e nobile italiano († 1729)
- 16 marzo - Nicolò Foscarini, politico italiano († 1752)
- 17 marzo - Kaspar Ignaz von Künigl, nobile e vescovo cattolico austriaco († 1747)
- 20 marzo - Edmund Chishull, presbitero, teologo e antiquario inglese († 1733)
- 30 marzo - Cristina Luisa di Oettingen-Oettingen, duchessa († 1747)

### Aprile
- 21 aprile - John Law, economista scozzese († 1729)
- 21 aprile - Giovanni Battista Mesmer, cardinale italiano († 1760)

### Maggio
- 4 maggio - Michele Esterházy, ungherese († 1721)
- 8 maggio - Giovan Battista Caniana, architetto e scultore italiano († 1754)
- 10 maggio - Bernardino Pecci, vescovo cattolico italiano († 1736)
- 12 maggio - Erdmann Neumeister, teologo tedesco († 1756)
- 20 maggio - Emmanuele Lebrecht di Anhalt-Köthen, principe tedesco († 1704)
- 21 maggio - Azzolino Bernardino della Ciaia, organista, clavicembalista e compositore italiano († 1755)
- 24 maggio - Domenico Antonio Donbattista, presbitero italiano († 1739)
- 25 maggio - Gian Gastone de' Medici, sovrano italiano († 1737)

### Giugno
- 8 giugno - Tomaso Albinoni, compositore e violinista italiano († 1751)
- 8 giugno - Giuseppe Antonio Vincenzo Aldrovandini, compositore italiano († 1707)
- 10 giugno - Lorenzo Altieri, cardinale italiano († 1741)
- 16 giugno - Johann Christoph Bach, organista e compositore tedesco († 1721)
- 21 giugno - Christian Detlev Reventlow, diplomatico e militare danese († 1738)
- 24 giugno - Giovanni Battista Salerni, cardinale italiano († 1729)
- 29 giugno - Sauvolle de la Villantry, esploratore francese († 1701)
- 30 giugno - Teodorico Pedrini, presbitero, missionario e musicista italiano († 1746)

### Luglio
- 5 luglio - Carmine Nicolao Caracciolo, nobile spagnolo († 1726)
- 11 luglio - Michel Poncet de La Rivière, vescovo cattolico, predicatore e oratore francese († 1730)
- 14 luglio - Jacques Eugène d'Allonville de Louville, astronomo e matematico francese († 1732)
- 20 luglio - Filippo d'Assia-Darmstadt, nobile tedesco († 1736)
- 22 luglio - Luigi Rodolfo di Brunswick-Lüneburg, duca tedesco († 1735)
- 26 luglio - Giovanni Gonzaga, nobile italiano († 1743)

### Agosto
- 1º agosto - Giovanni Antonio De Pieri, pittore italiano († 1751)
- 20 agosto - Qamar-ud-din Khan, Asaf Jah I, principe indiano († 1748)
- 25 agosto - Guglielmo II d'Assia-Wanfried-Rheinfels, nobile tedesco († 1731)
- 28 agosto - Carlo Francesco Agostino Malaspina, nobile italiano († 1722)

### Settembre
- 1º settembre - Marco Antonio Ansidei, cardinale e arcivescovo cattolico italiano († 1730)
- 7 settembre - Antoine Danchet, drammaturgo, librettista e poeta francese († 1748)
- 12 settembre - Giberto Borromeo, cardinale italiano († 1740)
- 13 settembre - Niccolò Capasso, poeta, teologo e letterato italiano († 1744)
- 21 settembre - Marco Antonio Raimondi, vescovo cattolico italiano († 1732)
- 28 settembre - Henry Grey, I duca di Kent, nobile e politico inglese († 1740)

### Ottobre
- 1º ottobre - Luigi Guido Grandi, matematico e filosofo italiano († 1742)
- 5 ottobre - Alfonso Mariconda, arcivescovo cattolico italiano († 1737)
- 8 ottobre - José Carrillo de Albornoz, duca di Montemar, condottiero spagnolo († 1747)
- 8 ottobre - Michele Ricciardi, pittore italiano († 1753)
- 10 ottobre - Antonio Maccioni, gesuita, missionario e scrittore spagnolo († 1753)
- 11 ottobre - Federico IV di Danimarca, re († 1730)
- 12 ottobre - Charles de La Boische, militare e funzionario francese († 1749)
- 18 ottobre - Federico IV di Holstein-Gottorp, duca tedesco († 1702)

### Novembre
- 5 novembre - Henri-Osvald de La Tour d'Auvergne, cardinale e arcivescovo cattolico francese († 1747)
- 6 novembre - Colley Cibber, drammaturgo e attore teatrale inglese († 1757)
- 14 novembre - Alvaro Mendoza Caamaño y Sotomayor, cardinale spagnolo († 1761)

### Dicembre
- 1º dicembre - John Keill, matematico scozzese († 1721)
- 3 dicembre - Domenico Rivera, cardinale, letterato e diplomatico italiano († 1752)
- 5 dicembre - Giuseppe Clemente di Baviera, arcivescovo cattolico tedesco († 1723)
- 10 dicembre - Giuliano Colonna di Stigliano, I principe di Sonnino, nobile italiano († 1732)
- 13 dicembre - Francesco Antonio Coratoli, pittore italiano († 1722)
- 18 dicembre - Gabriele Gabrieli, architetto svizzero († 1747)
- 19 dicembre - Cristiana Eberardina di Brandeburgo-Bayreuth, regina († 1727)
- 23 dicembre - Guillén Ramón de Moncada y Portocarrero, nobile e militare spagnolo († 1727)
- 26 dicembre - Philipp Ludwig Wenzel von Sinzendorf, nobile, politico e diplomatico austriaco († 1742)

### Senza giorno specificato
- Gustaf Adlerfelt, storico svedese († 1709)
- Claude Balon, danzatore e coreografo francese († 1744)
- Anselmo Banduri, numismatico, bizantinista e antiquario italiano († 1743)
- Pietro Barbarigo, patriarca cattolico italiano († 1725)
- Anne Bracegirdle, attrice teatrale inglese († 1748)
- Giovanni Carafa della Spina, militare italiano († 1743)
- George Cheyne, medico e saggista scozzese († 1743)
- Bartolomeo Chiozzi, ingegnere italiano († 1741)
- Angelo De Rossi, scultore italiano († 1715)
- Antoine V de Gramont, militare francese († 1725)
- Carl Gustav Heraeus, numismatico e antiquario svedese († 1725)
- Kaigetsudō Ando, pittore giapponese
- Alivardi Khan, sovrano bengalese († 1756)
- Rob Roy MacGregor, brigante scozzese († 1734)
- Nadal Melchiori, pittore e scrittore italiano
- Nishikawa Sukenobu, pittore e incisore giapponese († 1751)
- Vigilio Fortunato Prati, intagliatore italiano
- Angelo Rangheri, scultore italiano († 1740)
- Michele Rocca, pittore italiano
- Richard Steele, scrittore, saggista e politico britannico († 1729)
- Giuseppe Antonio Tosi, pittore italiano († 1764)
- Pietro Uberti, pittore italiano († 1762)

## Morti

### Gennaio
- 1º gennaio - Hardouin de Péréfixe de Beaumont, arcivescovo cattolico francese (n. 1606)
- 15 gennaio - Johann Christoph Storer, pittore e incisore tedesco (n. 1611)
- 22 gennaio - Odorico Rinaldi, storico italiano (n. 1594)
- 24 gennaio - Filippo di Hohenzollern-Hechingen, principe (n. 1616)

### Febbraio
- 11 febbraio - Nicolas Pitau, incisore fiammingo (n. 1632)
- 15 febbraio - Ippolito Malaspina, nobile italiano (n. 1628)
- 23 febbraio - Guglielmo Augusto di Sassonia-Eisenach, duca tedesco (n. 1668)
- 28 febbraio - Filippo della Santissima Trinità, teologo e presbitero francese (n. 1603)

### Marzo
- 1º marzo - Leopoldo Guglielmo di Baden-Baden (n. 1626)
- 1º marzo - Marzio Ginetti, cardinale e vescovo cattolico italiano (n. 1586)
- 25 marzo - Marin Boucher, operaio francese (n. 1587)
- 26 marzo - Franz Haffner, notaio, politico e storico svizzero (n. 1609)
- 30 marzo - Carlo II Ottone del Palatinato-Zweibrücken-Birkenfeld, nobile tedesco (n. 1625)
- 31 marzo - Anna Hyde, nobile britannica (n. 1637)

### Aprile
- 21 aprile - Serafino Corio, vescovo cattolico italiano (n. 1628)
- 24 aprile - François Vatel, cuoco e pasticciere francese (n. 1631)
- 29 aprile - Basilio di Ostrog, vescovo ortodosso e santo serbo (n. 1610)
- 30 aprile - Fran Krsto Frankopan, scrittore e politico croato (n. 1643)
- 30 aprile - Ferenc II Nádasdy, militare ungherese (n. 1623)

### Maggio
- 8 maggio - Sébastien Bourdon, pittore francese (n. 1616)
- 16 maggio - Dirck van Delen, incisore, pittore e disegnatore olandese (n. 1604)
- 19 maggio - John Scudamore, I visconte Scudamore, politico e diplomatico inglese (n. 1601)
- 20 maggio - Andreas Heinrich Bucholtz, scrittore, poeta e teologo tedesco (n. 1607)

### Giugno
- 2 giugno - Sofia Eleonora di Sassonia (n. 1609)
- 16 giugno - Sten'ka Razin, militare e rivoluzionario russo (n. 1630)
- 25 giugno - Giovanni Riccioli, gesuita e astronomo italiano (n. 1598)

### Luglio
- 4 luglio - Jan Cossiers, pittore e disegnatore fiammingo (n. 1600)
- 9 luglio - Jacopo Artaldo Castelvì, politico e militare italiano (n. 1606)
- 11 luglio - Adriaen Hanneman, pittore olandese (n. 1603)
- 30 luglio - Luigi Giuseppe di Guisa, nobile francese (n. 1650)

### Agosto
- 3 agosto - Antonio Barberini, cardinale italiano (n. 1607)
- 14 agosto - Floridor, attore teatrale francese (n. 1608)
- 26 agosto - Marco Vaccina, vescovo cattolico italiano (n. 1620)

### Settembre
- 7 settembre - Vitaliano Visconti, cardinale e arcivescovo cattolico italiano (n. 1618)
- 14 settembre - Ascanio II Piccolomini, arcivescovo cattolico italiano (n. 1596)
- 20 settembre - Ovidio Montalbani, matematico, medico e astronomo italiano (n. 1601)
- 27 settembre - William Greenhill, religioso e predicatore inglese (n. 1591)

### Ottobre
- 5 ottobre - Gioacchino Ernesto di Schleswig-Holstein-Sonderburg-Plön, nobile danese (n. 1595)

### Novembre
- 6 novembre - Jan de Bisschop, pittore e incisore olandese (n. 1628)
- 6 novembre - Angelo Celsi, cardinale italiano (n. 1600)
- 13 novembre - Jan van Bijlert, pittore olandese (n. 1598)
- 15 novembre - Julie d'Angennes, nobile francese (n. 1607)
- 21 novembre - Thomas Fairfax, III lord Fairfax di Cameron, generale inglese (n. 1612)

### Dicembre
- 5 dicembre - Ulrico di Württemberg-Neuenburg, duca (n. 1617)
- 11 dicembre - Giacinto Gigli, storico italiano (n. 1594)
- 12 dicembre - William Seymour, III duca di Somerset, nobile inglese (n. 1654)
- 13 dicembre - Antonio Grassi, presbitero italiano (n. 1592)
- 19 dicembre - Albert Curtz, astronomo tedesco (n. 1600)

### Senza giorno specificato
- Joseph Gibalin, teologo francese (n. 1592)
- Abraham Gribelin, orologiaio francese (n. 1589)
- Johann Friedrich Gronov, filologo classico tedesco (n. 1611)
- Sebastián Herrera Barnuevo, pittore, architetto e scultore spagnolo (n. 1619)
- Domenico Locatelli, attore teatrale italiano (n. 1613)
- Niccolò Francesco Maffei, architetto italiano (n. 1607)
- Adam Olearius, orientalista tedesco (n. 1600)
- François l'Olonese, pirata francese (n. 1634)
- Johan Palmstruch, mercante olandese (n. 1611)
- Achille Sergardi, ammiraglio italiano (n. 1604)
- Joseph Simons, drammaturgo e gesuita inglese (n. 1594)
- Agazio di Somma, vescovo cattolico e letterato italiano (n. 1591)
- Pierre Stockmans, scrittore, magistrato e grecista belga (n. 1608)
- Andrea Suppa, pittore italiano (n. 1628)
- Wu Weiye, scrittore e poeta cinese (n. 1609)

## Calendario
| Calendario 1671 | Calendario 1671 | Calendario 1671 | Calendario 1671 | Calendario 1671 | Calendario 1671 | Calendario 1671 | Calendario 1671 | Calendario 1671 | Calendario 1671 | Calendario 1671 | Calendario 1671 | Calendario 1671 | Calendario 1671 | Calendario 1671 | Calendario 1671 | Calendario 1671 | Calendario 1671 | Calendario 1671 | Calendario 1671 | Calendario 1671 | Calendario 1671 | Calendario 1671 | Calendario 1671 | Calendario 1671 | Calendario 1671 | Calendario 1671 | Calendario 1671 | Calendario 1671 | Calendario 1671 | Calendario 1671 | Calendario 1671 | Calendario 1671 |
| --------------- | --------------- | --------------- | --------------- | --------------- | --------------- | --------------- | --------------- | --------------- | --------------- | --------------- | --------------- | --------------- | --------------- | --------------- | --------------- | --------------- | --------------- | --------------- | --------------- | --------------- | --------------- | --------------- | --------------- | --------------- | --------------- | --------------- | --------------- | --------------- | --------------- | --------------- | --------------- | --------------- |
|                 | 1               | 2               | 3               | 4               | 5               | 6               | 7               | 8               | 9               | 10              | 11              | 12              | 13              | 14              | 15              | 16              | 17              | 18              | 19              | 20              | 21              | 22              | 23              | 24              | 25              | 26              | 27              | 28              | 29              | 30              | 31              |                 |
| Gennaio         | Gi              | Ve              | Sa              | Do              | Lu              | Ma              | Me              | Gi              | Ve              | Sa              | Do              | Lu              | Ma              | Me              | Gi              | Ve              | Sa              | Do              | Lu              | Ma              | Me              | Gi              | Ve              | Sa              | Do              | Lu              | Ma              | Me              | Gi              | Ve              | Sa              |                 |
| Febbraio        | Do              | Lu              | Ma              | Me              | Gi              | Ve              | Sa              | Do              | Lu              | Ma              | Me              | Gi              | Ve              | Sa              | Do              | Lu              | Ma              | Me              | Gi              | Ve              | Sa              | Do              | Lu              | Ma              | Me              | Gi              | Ve              | Sa              |                 |                 |                 |                 |
| Marzo           | Do              | Lu              | Ma              | Me              | Gi              | Ve              | Sa              | Do              | Lu              | Ma              | Me              | Gi              | Ve              | Sa              | Do              | Lu              | Ma              | Me              | Gi              | Ve              | Sa              | Do              | Lu              | Ma              | Me              | Gi              | Ve              | Sa              | Do              | Lu              | Ma              |                 |
| Aprile          | Me              | Gi              | Ve              | Sa              | Do              | Lu              | Ma              | Me              | Gi              | Ve              | Sa              | Do              | Lu              | Ma              | Me              | Gi              | Ve              | Sa              | Do              | Lu              | Ma              | Me              | Gi              | Ve              | Sa              | Do              | Lu              | Ma              | Me              | Gi              |                 |                 |
| Maggio          | Ve              | Sa              | Do              | Lu              | Ma              | Me              | Gi              | Ve              | Sa              | Do              | Lu              | Ma              | Me              | Gi              | Ve              | Sa              | Do              | Lu              | Ma              | Me              | Gi              | Ve              | Sa              | Do              | Lu              | Ma              | Me              | Gi              | Ve              | Sa              | Do              |                 |
| Giugno          | Lu              | Ma              | Me              | Gi              | Ve              | Sa              | Do              | Lu              | Ma              | Me              | Gi              | Ve              | Sa              | Do              | Lu              | Ma              | Me              | Gi              | Ve              | Sa              | Do              | Lu              | Ma              | Me              | Gi              | Ve              | Sa              | Do              | Lu              | Ma              |                 |                 |
| Luglio          | Me              | Gi              | Ve              | Sa              | Do              | Lu              | Ma              | Me              | Gi              | Ve              | Sa              | Do              | Lu              | Ma              | Me              | Gi              | Ve              | Sa              | Do              | Lu              | Ma              | Me              | Gi              | Ve              | Sa              | Do              | Lu              | Ma              | Me              | Gi              | Ve              |                 |
| Agosto          | Sa              | Do              | Lu              | Ma              | Me              | Gi              | Ve              | Sa              | Do              | Lu              | Ma              | Me              | Gi              | Ve              | Sa              | Do              | Lu              | Ma              | Me              | Gi              | Ve              | Sa              | Do              | Lu              | Ma              | Me              | Gi              | Ve              | Sa              | Do              | Lu              |                 |
| Settembre       | Ma              | Me              | Gi              | Ve              | Sa              | Do              | Lu              | Ma              | Me              | Gi              | Ve              | Sa              | Do              | Lu              | Ma              | Me              | Gi              | Ve              | Sa              | Do              | Lu              | Ma              | Me              | Gi              | Ve              | Sa              | Do              | Lu              | Ma              | Me              |                 |                 |
| Ottobre         | Gi              | Ve              | Sa              | Do              | Lu              | Ma              | Me              | Gi              | Ve              | Sa              | Do              | Lu              | Ma              | Me              | Gi              | Ve              | Sa              | Do              | Lu              | Ma              | Me              | Gi              | Ve              | Sa              | Do              | Lu              | Ma              | Me              | Gi              | Ve              | Sa              |                 |
| Novembre        | Do              | Lu              | Ma              | Me              | Gi              | Ve              | Sa              | Do              | Lu              | Ma              | Me              | Gi              | Ve              | Sa              | Do              | Lu              | Ma              | Me              | Gi              | Ve              | Sa              | Do              | Lu              | Ma              | Me              | Gi              | Ve              | Sa              | Do              | Lu              |                 |                 |
| Dicembre        | Ma              | Me              | Gi              | Ve              | Sa              | Do              | Lu              | Ma              | Me              | Gi              | Ve              | Sa              | Do              | Lu              | Ma              | Me              | Gi              | Ve              | Sa              | Do              | Lu              | Ma              | Me              | Gi              | Ve              | Sa              | Do              | Lu              | Ma              | Me              | Gi              |                 |